# Кулаглы-тепе
Кулаглы-тепе — развалины древнего чаганианского замка, построенного в V веке в окрестностях Термеза. Сходен с Занг-тепе, стоящим неподалёку другим чаганианским замком.
Замок Кулаглы-тепе занимал северо-западный угол небольшого квадратного городища и был сложен из больших блоков пахсы-стилобата и крупного сырца (стены и своды). План замка размером 60х60 метров квадратный с угловыми прямоугольными башнями. Специалисты полагают, что замок был двухэтажным и декоративно украшенным снаружи: окошко одной из его башен сохранило обрамление из лепных вертикальных, полукруглых в сечении жгутов.